# Джастін Паркер
Джастін Паркер — англійський автор пісень і продюсер звукозапису, найбільш відомий своєю роботою зі співачками-виконавцями, такими як Лана Дель Рей, Ріанна, Bat For Lashes і Бенкс.

## Кар'єра
Паркер почав писати музику, коли йому було 17, але його кар'єрний прорив стався, коли він почав працювати з Ланою Дель Рей у лютому 2011 року. Разом вони написали «Video Games», пісню, яка поклала початок їхній кар'єрі та призвела Паркера до отримання першої нагороди Айвора Новелло за найкращу сучасну пісню. Хоча керівники лейблу не були вражені піснею, вона стала вірусним хітом після того, як Дель Рей опублікував пісню в Інтернеті з супровідним Lo-Fi відео, яке призвело до того, що Фірн Коттон заграв пісню на BBC Radio 1. «Video Games» також отримали визнання критиків і комерційний успіх, посівши 9 місце у Великобританії та 91 місце у Сполучених Штатах. Після успіху «Video Games» Дель Рей попросила Паркера попрацювати з нею над її першим великим студійним альбомом. Разом пара написала дванадцять пісень, п'ять з яких можна почути на Born to Die. Творчі стосунки тривали у 2012 році та призвели до народження ще однієї культової балади «Ride», яка є частиною альбому Paradise.
Також, у 2012 році Паркер став співавтором головного синглу «Laura» для третього альбому Bat for Lashes The Haunted Man, за який він отримав нагороду Айвора Новелло за найкращу пісню з музичного та текстового змісту. Щодо досвіду написання тексту з Паркером, Наташа Кан з Bat for Lashes сказала, що «фактичний процес…займав лише дві-три години» і що в його творчих турботах вона дуже хотіла, щоб він відібрав її від її «більш підривної діяльності, способи написання музики і дати мені певну структуру та навчити мене чомусь про традиційну послідовність акордів», простоту його співпраці з Дель Рей також можна почути на «Лаурі». Паркер також написав пісню «I Know You Care» для другого альбому Еллі Голдінг Halcyon. У 2012 році повідомлялося, що він працює з Ліссі та Елізою Дулітл над майбутніми проєктами.
Потім Джастін разом із Міккі Екко написав «Stay» і записав її барбадоською співачкою Ріанною для її сьомого студійного альбому Unapologetic (2012). У ньому є запрошений вокал Міккі Екко, і він був випущений як другий сингл з альбому 7 січня 2013 року. Пісня потрапила до першої п'ятірки чартів з двадцяти чотирьох країн світу, включаючи четверте місце у Великій Британії та третє місце в Billboard Hot 100 у США, ставши двадцять четвертою першою десяткою Ріанни в останньому чарті, таким чином обійшовши Вітні Г'юстон із 23 перших десятьох пісень. Крім того, він посів перше місце в Канаді, Чехії та Данії, а також очолив чарт поп-пісень США. В інтерв'ю MetroLyrics Amanda Hutchison Міккі Екко сказав про розуміння Паркером пісень, що «він справді знає, як створити справді цікаву динаміку з акордами, які залишають вас приємно здивованими»… Джастін знає, як надати людям доступ до цих справді карколомних акордів, і він розуміє, як дуже добре натискати та тягнути з акордами. Він вміє вставляти біль в акорди».

## Дискографія
- Lana Del Rey
  - «Video Games»
  - «Born to Die»
  - «National Anthem»
  - «Carmen»
  - «Radio» (як додатковий продюсер)
  - «Ride»
  - «Burning Desire»
  - «Beautiful People Beautiful Problems»
- Bat for Lashes
  - «Laura»
- Ellie Goulding
  - «I Know You Care» (також продюсер)
- Rihanna featuring Mikky Ekko
  - «Stay» (також продюсер)
- Lissie
  - «Cold Fish»
- Kristina Train
  - «Lose You Tonight»
- Darren Hayes
  - «Not Even Close» (продюсер, інженер та мікшер)
- Fallulah
  - «13th Cigarette» (також продюсер та інженер)
- Dua Lipa
  - «That Kind Of Woman» (композитор, письменник, продюсер)
- Sander van Doorn featuring Mayaeni
  - «Nothing Inside»
- Keith Urban
  - «Shame»
- Icona Pop
  - «Just Another Night» (також продюсер)
- Sia
  - «Straight for the Knife»
- Joji
  - «Run» (також продюсер)
  - «Before the Day Is Over»
- Banks
  - «You Should Know Where I'm Coming From» (також продюсер)
- Skrillex
  - «Stranger»
- Luke Sital-Singh
  - «Lilywhite»
- Mikky Ekko
  - «Comatose» (також продюсер)
- Seal
  - «Do You Ever»
- Linkin Park
  - «Invisible»

## Нагороди
| Рік  | Заклад                 | Нагорода                                               | Результат | Прим. |
| ---- | ---------------------- | ------------------------------------------------------ | --------- | ----- |
| 2012 | Нагорода Айвор Новелло | Найкраща сучасна пісня («Video Games»)                 | Перемога  | [ 5 ] |
| 2012 | Нагороди ASCAP         | Премія Foundation Stone                                | Перемога  | [ 7 ] |
| 2013 | Нагорода Айвор Новелло | Найкраща пісня з точки зору музики та тексту («Laura») | Номінація | [ 8 ] |

## Примітка
1. ↑  How Lincoln songwriter worked with Lana Del Rey to pen hit single Video Games. This is Lincolnshire. 28 квітня 2012. Архів оригіналу за 14 червня 2012. Процитовано 18 жовтня 2012.
2. ↑  Lana Del Rey songwriter Justin Parker: Everyone hated Video Games. Metro. 18 квітня 2012. Процитовано 8 лютого 2019.
3. ↑  Andrews, Kernan (18 жовтня 2012). Planet of sound. Galway Advertiser. Процитовано 8 лютого 2019.
4. ↑  That's The Spirit! Natasha Khan of Bat For Lashes Interviewed. The Quietus. 7 жовтня 2012. Процитовано 8 лютого 2019.
5. 1 2  An introduction to songwriting with Justin Parker. The Guardian. 18 жовтня 2012. Процитовано 8 лютого 2019.
6. ↑  Hutchison, Amanda (28 березня 2013). Interview: Mikky Ekko, Songwriter Extraordinaire. metrolyrics.com. Архів оригіналу за 10 вересня 2015. Процитовано 8 лютого 2019.
7. ↑  Taio Cruz Receives 2nd Consecutive Songwriter of the Year Award at 32nd Annual Ascap Awards in London. ASCAP. 11 жовтня 2012. Процитовано 8 лютого 2019.
8. ↑  Shostakovich gets Ivor Novello songwriting award nomination for Plan B hit Ill Manors. The Independent. 17 квітня 2013. Процитовано 8 лютого 2019.